# Sutice
Sutice je malá vesnice, část obce Slaná v okrese Semily. Nachází se asi dva kilometry východně od Slané. Sutice leží v katastrálním území Nedvězí u Semil o výměře 2,6 km².

## Historie
První písemná zmínka o vesnici pochází z roku 1633.
Na území vesnice stojí továrna Beneš a Lát, která je tradičním výrobcem dětských hraček známých především pod obchodní značkou SEVA.